# 亞美尼亞禮天主教拉丁美洲暨墨西哥宗座代牧區
亞美尼亞禮天主教拉丁美洲暨墨西哥宗座代牧區（拉丁語：Americae Latinae una cum Mexico）是一個東儀天主教宗座代牧區，負責牧養拉丁美洲的亞美尼亞禮教友。
代牧區成立於1981年7月3日，代牧駐於阿根廷，座堂位於巴西聖保羅。2009年有一名司鐸、兩個堂區、16,000名教友。現任宗座代牧為瓦爾丹·博戈西安。